# Phiala fuscodorsata
Phiala fuscodorsata is een vlinder uit de familie van de Eupterotidae. De wetenschappelijke naam van de soort is voor het eerst voorgesteld door Per Olof Christopher Aurivillius in een publicatie uit 1904.
De spanwijdte bedraagt 34 millimeter.
De soort komt voor in Kenia.